# NGC 4465
NGC 4465 é uma galáxia espiral (Sc) localizada na direcção da constelação de Virgo. Possui uma declinação de +08° 01' 34" e uma ascensão recta de 12 horas, 29 minutos e 23,5 segundos.
A galáxia NGC 4465 foi descoberta em 31 de Março de 1886 por Guillaume Bigourdan.